# Deming (New Mexico)
|  | Dieser Artikel wurde aufgrund von inhaltlichen Mängeln auf der Qualitätssicherungsseite des Projektes USA eingetragen. Hilf mit, die Qualität dieses Artikels auf ein akzeptables Niveau zu bringen, und beteilige dich an der Diskussion! Eine nähere Beschreibung der zu behebenden Mängel fehlt. |

Deming (auch New Chicago) ist eine Stadt im US-Bundesstaat New Mexico im Luna County mit 14.758 Einwohnern in der Volkszählung von 2020 und Sitz der County-Verwaltung (County Seat) des Luna County.
Deming bezeichnet sich selbst als Ort für Wintergäste und bietet die entsprechenden Einrichtungen an. Es war Schauplatz des Filmes La voie de l’ennemi.

## Persönlichkeiten
- Nacio Herb Brown (1896–1964), Songwriter und Komponist von Musicals und Filmmusiken
- Irvin L. Child (1915–2000), Psychologe und Hochschullehrer
- John A. Ferejohn (* 1944), Politikwissenschaftler und Hochschullehrer